# 馬修·亞伯特·亨特
馬修·亞伯特·亨特（Matthew Albert Hunter，1878年—1961年3月24日 ）是冶金學家，發明可以冶煉高純度鈦的亨特法。

## 生平
亨特1878年生於紐西蘭奧克蘭市，基礎教育都在當地的公立學校完成。中學在奧克蘭文法學校就讀。1900年取得奧克蘭大學理學士學位，1902年於同校取得理學碩士學位，之後赴歐往來於歐洲各大學，於英國倫敦大學學院取得自然科學博士學位。他在歐洲和同學瑪麗（Mary Pond）相遇認識，赴美後兩人在美國結婚。亨特就職於奇異公司後，開始進行鈦的研究工作。1908年經濟衰退，亨特離開奇異公司，進入壬色列理工學院擔任電機系教授。
早在1791年威廉·格雷戈爾就已經發現鈦，但也證實鈦很難分離純化。1887年尼爾森（Lars Nilson）、派特森（Otto Pettersson）採用鈉還原法將鈦精煉至95%的純度，後來又有亨利·莫瓦桑用電弧爐將純度提升至98%。1910年，亨特以亨特法製備出99.9%的純鈦。亨特法的實驗相當危險，不只涉及高溫高壓，還需要用到活性極高的鈉金屬來跟四氯化鈦在氣密鋼瓶中反應，也因此亨特法實驗的鋼瓶也被戲稱為"金屬炸彈"（metal bomb）。為了避免實驗的危險性傷及他人，亨特多度把器材搬到壬色列理工學院校園的美式足球場中空曠處進行實驗。亨特起初以為純鈦會有極高的熔點，可以用來取代當時燈泡中的碳燈芯。結果不如預期，純鈦的熔點性質並不適合用在燈泡裏，亨特反而發現純鈦的其他性質有更多用途。相較於1940年的克羅爾法，亨特法在大量生產時顯得效率不彰，商用生產者越來越少採用亨特法，亨特法後來僅限縮於實驗室用途。不過，亨特法生產的鈦在純度方面仍有優勢。
亨特在壬色列理工學院當過電機系五年的系主任，並曾協助建立冶金工程系。1935年至1947年間任冶金工程系系主任並於1943年任學院院長。該校的冶金工程系後來轉型為材料工程系。1949年亨特取得壬色列理工學院榮譽博士頭銜。1959年亨特獲美國金屬學會頒發金牌，以彰其對冶金學教育的奉獻。1951年壬色列理工學院冶金工程系設立馬修·亞伯特·亨特獎。
亨特過世後，於2009年入選壬色列理工學院校友名人堂。